# Stehwellenverhältnis
Das Stehwellenverhältnis (kurz: s oder SWV), auch als Welligkeit bezeichnet, englisch Standing Wave Ratio (SWR) oder Voltage Standing Wave Ratio (VSWR) ist in der Nachrichtentechnik, der Hochfrequenztechnik (HF‑Technik) und der Mikrowellentechnik ein Maß für die Übereinstimmung des Leitungswellenwiderstandes mit der Impedanz einer an diese Leitung angeschlossenen Last. Weicht der Leitungswellenwiderstand von der Impedanz der Last ab, kommt es an dem Übergangspunkt zu einer mehr oder weniger großen Reflexion der hinlaufenden Welle und es entsteht eine reflektierte Welle.
Die Überlagerung dieser beiden Wellen, der hinlaufenden Welle (V) und der rücklaufenden Welle (R), ergibt entlang der Leitung eine sogenannte stehende Welle. Das Verhältnis der hin- und der rücklaufenden Welle auf näherungsweise verlustlosen Leitungen wird durch das Stehwellenverhältnis quantifiziert. Dafür wird auch im Deutschen zumeist die englische Abkürzung SWR oder VSWR verwendet (kaum: SWV).

## Grundlagen
Eine Leitung kann in diesem Zusammenhang physikalisch unterschiedlich realisiert sein. Beispielsweise kann es eine elektrische Leitung wie ein Koaxialkabel oder Flachbandleitung sein, oder ein Hohlleiter oder ein anderer geeigneter Wellenleiter. Die Wellengröße auf einer elektrischen Leitung ist üblicherweise die elektrische Spannung, in der englischsprachigen Fachliteratur wird daher das Stehwellenverhältnis auch synonym als englisch voltage standing wave ratio, VSWR bezeichnet. Es kann aber je nach Bezug auch jede andere physikalische Wellengröße, wie beispielsweise der elektrische Strom in der Leitung oder die elektrische Feldstärke in einem Hohlleiter, in diesem Sinn aufgefasst werden.

Überlagerung (rot) aus einer nach rechts vorlaufenden Welle (blau) und einer nach links reflektierten Welle (grün). Ein Teil der vorlaufenden Welle wird nach rechts transmittiert (blau). Das SWR ist hier 4.

Die Animation rechts illustriert die Zusammenhänge: Eine Welle mit konstanter Amplitude läuft auf einer homogenen Leitung zunächst ungestört nach rechts. Dies ist die vorlaufenden Welle (blau). An einer Störstelle, beispielsweise einer Leitungsverengung, die einen Impedanzsprung bewirkt, wird ein Teil davon reflektiert. Es entsteht hier eine rücklaufende Welle (grün). Diese hat eine geringere Amplitude als die hinlaufende Welle. Hin- und rücklaufende Welle überlagern sich zur Stehwelle (rot), die sich aus beiden durch Addition der jeweiligen Momentanwerte ergibt.
Da es sich um hochfrequente Signale handelt, wird man nicht deren Momentanwerte messen, sondern, beispielsweise mithilfe einer Detektordiode, den Spitzenwert. Dieser ist durch die Hüllkurve des roten Summensignals gegeben und wird in der Animation durch die Grenze zwischen weißem Bereich und dem gelbgrünen Hintergrund des Diagramms deutlich.
Wie man sieht, „steht“ diese Hüllkurve und kann beispielsweise mit einer Prüfsonde abgetastet werden. (Hierfür verwendete man in den Anfangszeiten der HF‑Messtechnik geschlitzte Messleitungen.) Damit ermittelt man die höchste Amplitude Umax der Hüllkurve und ihre niedrigste Umin.

## Definition
Das Stehwellenverhältnis (SWR) berechnet sich aus dem Quotienten von maximaler Spitzenspannung Umax der Hüllkurve zu der minimalen Spitzenspannung Umin, also: 
- SWR = Umax / Umin

Definitionsgemäß, ist das SWR immer größer oder gleich 1, da Umax nicht kleiner sein kann als Umin.

## Beispiele
Beispielsweise misst man in der Praxis eine maximale Spannung von 1,4 V und eine minimale von 0,7 V. Daraus berechnet sich das SWR hier zu 1,4 V / 0,7 V, also 2. Eine korrekte Angabe ist hier: „Das SWR ist 2“. Statt schlicht „2“ zu sagen, wird zuweilen das Ergebnis auch als „2 zu 1“ bezeichnet (2 : 1) und auch in Tabellen so angegeben. Beides ist möglich und korrekt, wobei die zweite Variante unnötig umständlich ist, denn das „zu 1“ bedeutet ja mathematisch eine Division durch 1, was bekanntlich den Dividenden ergibt, also hier 2.
Gelegentlich hört man auch eine dritte Variante, nämlich „1 zu 2“ (1 : 2). Diese Bezeichnung ist jedoch falsch und sollte nicht verwendet werden, denn „1 / 2“ würde einem SWR von 0,5 entsprechen, was physikalischer Unsinn ist. In Rothammels Antennenbuch kann man hierzu nachlesen: „Die korrekte Bezeichnung für das Stehwellenverhältnis ist also z.B. 2 : 1 und nicht 1 : 2, wie man es oft auf den Bändern hören kann.“ Grundsätzlich genügt eine Angabe wie: „Das SWR ist 2“. Wer möchte, darf auch sagen: „Das SWR ist 2 zu 1“. Falsch jedoch ist eine Aussage wie: „Das SWR ist 1 zu 2“.
Ohne Reflexion, also bei Abschluss der Leitung mit ihrem Leitungswellenwiderstand beziehungsweise bei „unendlich“ langer homogener Leitung, ist die Hüllkurve eine Horizontale und folglich das SWR dann 1. Es wird die gesamte eingespeiste Leistung an den Abschluss übertragen beziehungsweise (bei einer Antenne) in den freien Raum abgestrahlt. Dieser Fall wird als Anpassung bezeichnet.
Bei kurzgeschlossener oder offener Leitung tritt eine vollständige Reflexion der hinlaufenden Welle auf. Das Stehwellenverhältnis ist jetzt unendlich. Es wird keine Leistung abgegeben, sondern die Welle wird vollständig reflektiert (Totalreflexion).
Ein SWR, das sehr nahe bei 1 liegt, wird qualitativ als „gut“ bezeichnet. Ein SWR weit darüber, beispielsweise größer als 2, wird als „schlechtes VSWR“ aufgefasst. Die Grenze zwischen „gut“ und „schlecht“ hängt naturgemäß vom Anwendungsfall und den individuellen Ansprüchen ab.

## Mathematik

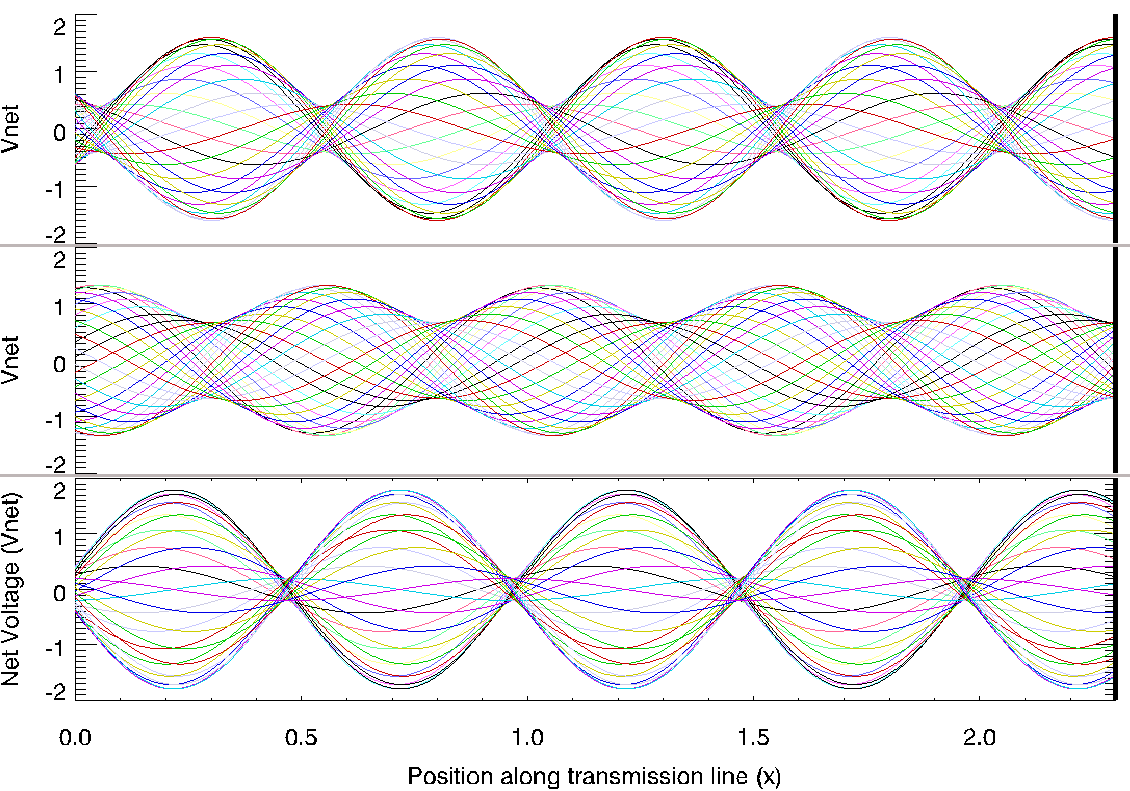
Verschiedene Stehwellen (SWR = 4, 2, 9). Die Einhüllende stellt den messbaren Spannungsverlauf entlang der Leitung dar.

Bei einem Stehwellenverhältnis von größer 1 kommt es im stationären Zustand durch die hin- und rücklaufende Welle zu einer Stehwelle auf der näherungsweise als verlustlos angenommenen Leitung, und es bilden sich abhängig von der Wellenlänge entlang der Leitung ortsfeste Maximal- und Minimalwerte der Wellengröße, in diesem Bezug der elektrischen Spannung. Die Maxima wiederholen sich dabei mit halber Wellenlänge, ebenso die Minima wie in nebenstehender Abbildung für drei Stehwellenverhältnisse mit SWR = 4, 2, 9 grafisch an der einhüllenden Kurvenform dargestellt. Dabei ist erkennbar, dass je näher das SWR bei 1 liegt, die Differenz zwischen den maximalen und minimalen Amplituden der Wellengröße umso kleiner wird. 
Daraus folgt die Definition des Stehwellenverhältnisses {\displaystyle {\text{SWR}}} als Relation zwischen dem maximalen Spannungswert und minimalen Spannungswert entlang der Leitung:
{\displaystyle {\text{SWR}}={\frac {U_{\text{max}}}{U_{\text{min}}}}={\frac {|U_{\text{V}}|+|U_{\text{R}}|}{|U_{\text{V}}|-|U_{\text{R}}|}}}
{\displaystyle U_{\text{max}}} bezeichnet die an einen bestimmten Punkt der Leitung messbare maximale elektrische Spannung, {\displaystyle U_{\text{min}}} die im Abstand einer viertel Wellenlänge minimale elektrische Spannung. Die beiden Ausdrücke {\displaystyle U_{\text{V}}} und {\displaystyle U_{\text{R}}} stehen dazu gleichwertig für die vorwärts bzw. rückwärtslaufende Spannungswelle. Dabei ist erkennbar, dass der Wert der punktuellen Spannungsmaxima bei einem Stehwellenverhältnis von ∞ den doppelten Betrag zum angepassten Fall mit einem Stehwellenverhältnis von 1 aufweist. Bei einem Stehwellenverhältnis von 1 weist die Spannung entlang der Leitung überall den gleichen Betragswert auf. 
Äquivalent dazu lässt sich das SWR auch durch die von den vorwärts ({\displaystyle P_{\text{V}}}) bzw. rückwärtslaufenden ({\displaystyle P_{\text{R}}}) Wellen transportierte Leistungen ausdrücken als:
{\displaystyle {\text{SWR}}={\frac {{\sqrt {P_{\text{V}}}}+{\sqrt {P_{\text{R}}}}}{{\sqrt {P_{\text{V}}}}-{\sqrt {P_{\text{R}}}}}}}
Im Spezialfall einer rein ohmschen Last {\displaystyle R_{\text{L}}}, welcher ungleich dem Leitungswellenwiderstand der Übertragungsleitung {\displaystyle Z_{\text{0}}} ist, ergibt sich das SWR aus dem Verhältnis der beiden reellwertigen Widerstandswerte zu:
{\displaystyle {\text{SWR}}=\max \left\{{\frac {R_{\text{L}}}{\,Z_{\text{0}}\,}}\,,{\frac {\,Z_{\text{0}}\,}{R_{\text{L}}}}\right\}}
wobei mit der Funktion {\displaystyle \max \left\{\right\}} der Wert mit einem Betrag größer als Eins gewählt wird.
Der Zusammenhang mit dem Reflexionsfaktor {\displaystyle \Gamma }, dieser entspricht dem Streuparameter {\displaystyle s_{11}}, ist gegeben als:
{\displaystyle {\text{SWR}}={\frac {1+|\Gamma |}{1-|\Gamma |}}={\frac {1+|s_{11}|}{1-|s_{11}|}}}
und
{\displaystyle |\Gamma |={{\text{SWR}}-1 \over {\text{SWR}}+1}}.
Der Kehrwert des Stehwellenverhältnisses wird als Anpassungsfaktor {\displaystyle m} bezeichnet:
{\displaystyle m={\frac {1}{\text{SWR}}}={\frac {1-|\Gamma |}{1+|\Gamma |}}}
Der Anpassungsfaktor, die Bezeichnung leitet sich aus der Antennentechnik ab, ist 1 wenn perfekte Anpassung der Antennenspeiseleitung an die Antennen vorliegt. Der Anpassungsfaktor ist bei Leerlauf oder Kurzschluss der Speiseleitung 0.
Die Rückflussdämpfung {\displaystyle a} ist ein Ausdruck für die Dämpfung zwischen der vorwärts und der reflektierten rückwärts laufenden Welle und wird üblicherweise als logarithmische Relation in dB ausgedrückt als:
{\displaystyle a_{\text{dB}}=20\cdot \log \left({\frac {1}{|\Gamma |}}\right)=20\cdot \log \left({\frac {{\text{SWR}}+1}{{\text{SWR}}-1}}\right)}

## Geschichte

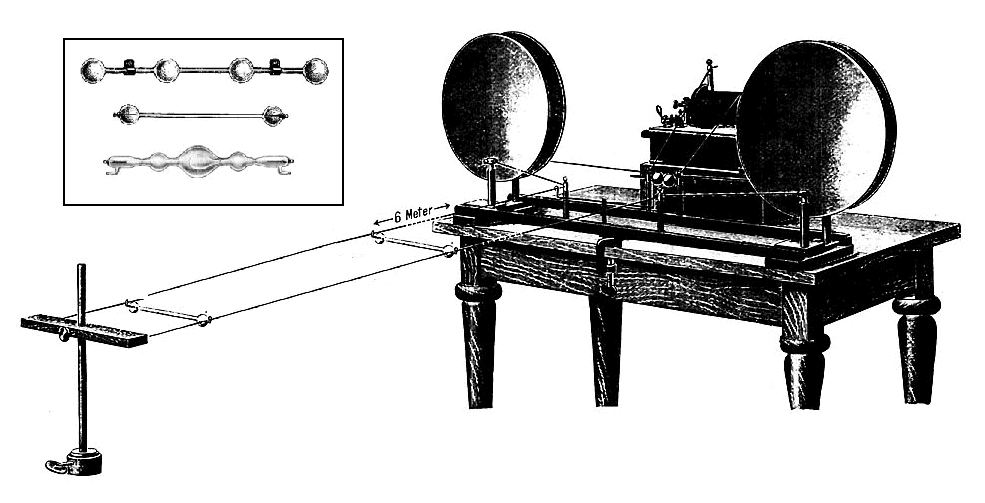
Versuchsaufbau von 1888 vom Physiker Ernst Lecher entwickelt, um Wellenlängen und Frequenzen zu messen.

Kurz nach dem Nachweis der elektromagnetischen Wellen durch Heinrich Hertz entdeckte Ernst Lecher, dass die Spannung zwischen zwei längeren, parallelen Drähten, die von einem Hertzschen Oszillator gespeist werden, nicht überall gleich groß ist. Diese Versuchsanordnung wurde als sogenannte Lecher-Leitung bekannt. Bei hinreichend hoher Leistung kann man durch Annäherung von Geißlerröhren in periodischen Abständen von λ/2 maximale Spannungsunterschiede Umax messen. Genau mittig dazwischen ist die Spannung null, weshalb man beide Leitungen dort auch problemlos kurzschließen kann.
Die Wellenlänge der ursprünglichen Messungen dürfte bei 1 m gelegen haben und entspricht dem heutigen UKW-Bereich; in den Folgejahren wurde nachgewiesen, dass die entdeckten Gesetzmäßigkeiten unverändert für alle anderen Wellenlängenbereiche gelten. Später entdeckte man mit dieser Anordnung, dass diese „Mittenspannung“ nicht mehr null ist, sondern einen minimalen Wert Umin annimmt, wenn man das Leitungsende mit einem ohmschen Widerstand belastet. Durch Wahl eines bestimmten Wertes dieses Lastwiderstandes lässt sich sogar erreichen, dass Umax = Umin ist. Diesen Wert des Widerstandes bezeichnet man als den Leitungswellenwiderstand und in diesem Fall tritt keine Reflexion auf.

## Messung

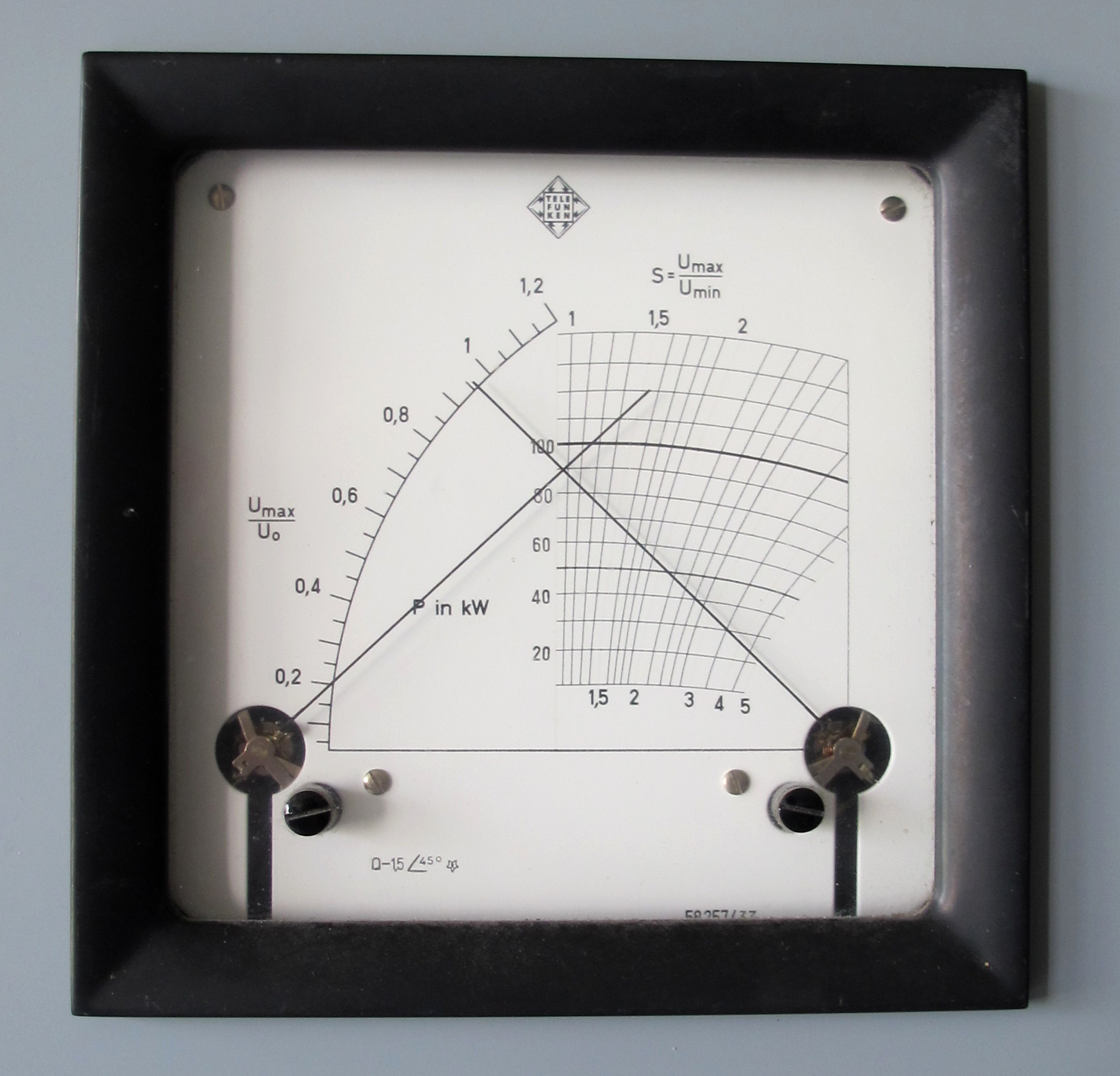
Stehwellenmessgerät bei der Anzeige von einem SWR (abzulesen im Schnittpunkt der beiden Zeiger) hier nahe bei 1.

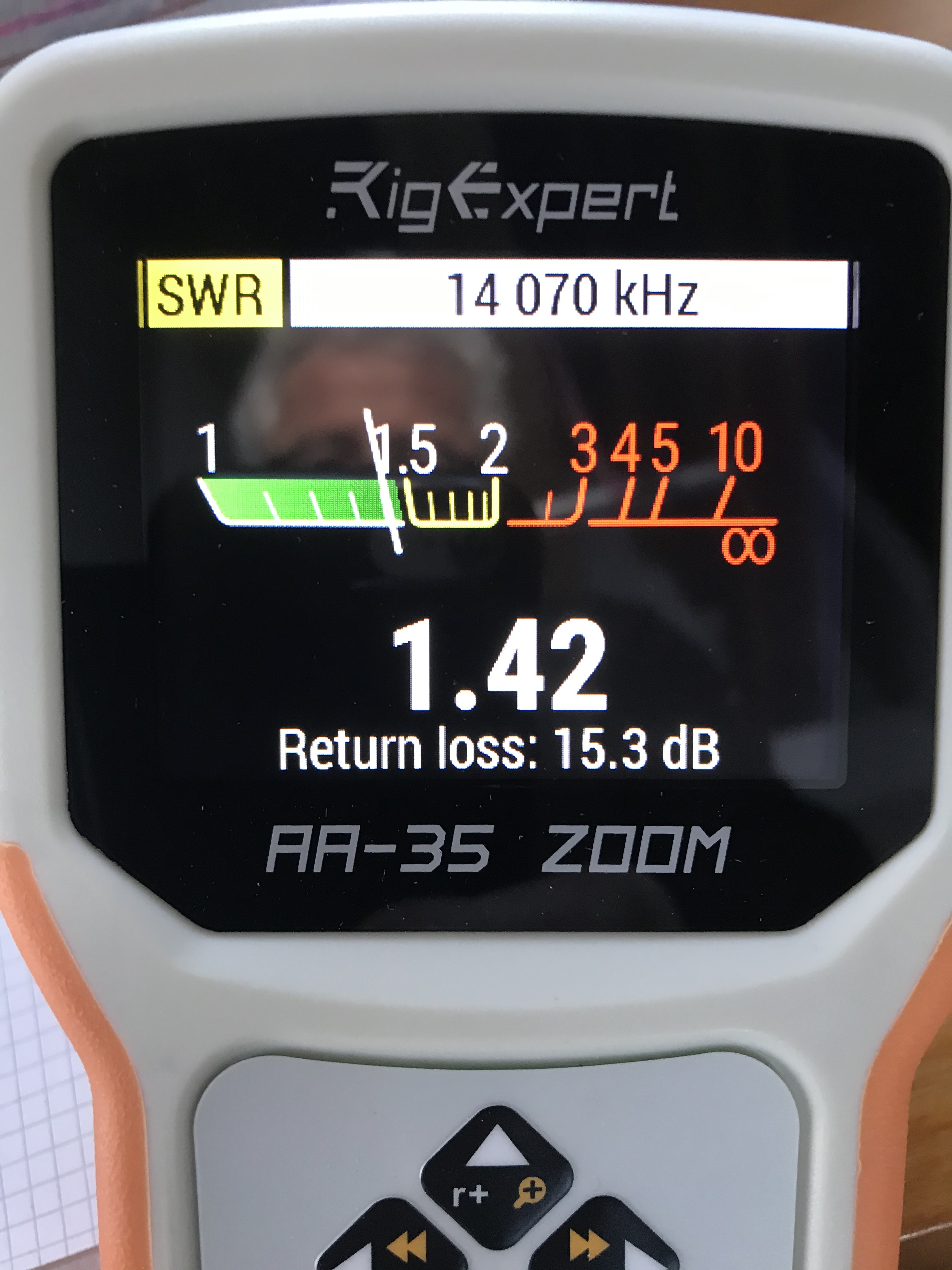
Digitales SWR-Meter

Das Stehwellenverhältnis kann mit einem Stehwellenmessgerät messtechnisch ermittelt werden. Eine übliche Anwendung der Stehwellenmessung ist die Speisung einer Sendeantenne und den Abgleich der Sendespeiseleitung an die Impedanz der Antenne (Tuning). Dabei kann das Stehwellenverhältnis folgende Werte annehmen:
- SWR gleich 1: Bei diesem Idealfall tritt keine Reflexion auf, es liegt Leistungsanpassung vor. Die Antennenimpedanz ist exakt gleich dem Wert des Leitungswellenwiderstandes.
- SWR knapp über 1: Praktisch in vielen Fällen erzielbarer Fall und liegt beispielsweise nach einem Abgleich vor. Der Abgleich bei einer Antennenspeiseleitung an die Antenne erfolgt bei größeren Sendeanlagen in einem eigenen Sendergebäude. Spannungen und Ströme unterscheiden sich an unterschiedlichen Stellen der Antennenspeiseleitung nur geringfügig.
- SWR deutlich über 1: Ein schlechtes SWR bedeutet, dass sich der Leitungswellenwiderstand stark vom Wert der Impedanz der Antenne unterscheidet. Nur ein geringer Teil der von der Sendeendstufe eingespeisten Leistung wird über die Antenne abgestrahlt, der Großteil der Leistung wird reflektiert und kann ohne Schutzmaßnahmen zur thermischen Zerstörung der Sendeanlage führen. Spannungen und Ströme unterscheiden sich an unterschiedlichen Stellen der Leitung stark.
- SWR bei ∞. Bei offenem oder kurzgeschlossenem Leitungsende und fehlender Antenne tritt vollständige Reflexion der Leistung auf. Es kann keine Leistung übertragen werden. Zum Betrieb ohne Sendeantenne, beispielsweise im Rahmen von Versuchen, wird die Sendespeiseleitung daher mit einer Ersatzlast abgeschlossen.